# McHenry County, Illinois
McHenry County är ett county i delstaten Illinois, USA. År 2010 hade countyt 308 760 invånare. Den administrativa huvudorten (county seat) är Woodstock.

## Geografi
Enligt United States Census Bureau har countyt en total area på 1 582 km². 1 561 km² av den arean är land och 21 km² är vatten.

### Angränsande countyn
- Walworth County, Wisconsin - nord
- Kenosha County, Wisconsin - nordost
- Lake County - öst
- Cook County - sydost
- Kane County - syd
- DeKalb County - sydväst
- Boone County - väst